# Academy Television Honors
Les Academy Television Honors sont des récompenses spéciales remises par l'Academy of Television Arts and Sciences, qui remet également les Primetime Emmy Awards.
Les honneurs sont des récompenses spéciales, dont la cérémonie a lieu en milieu d'année. Le trophée n'est pas la statuette des Emmy mais un globe terrestre étoilé. Les onze premières cérémonies ont toutes été présentés par l'actrice Dana Delany.
Des programmes sont récompensés et ont pour principales thématiques les sujets de sociétés ou d'actualité, sur les États-Unis ou le monde. Le credo est la « télévision avec une conscience » (television with a conscience).
Les créneaux d'éligibilités concernent l'année civile, au contraire des Primetime Emmys. Tous les types et formats de programmes sont éligibles : série, téléfilm, documentaire, variété, téléréalité. Sinon, tous les programmes concernés peuvent être nommés aux Primetime Emmy qui les concernent.

## Lauréats

### Années 2000
2008
La cérémonie inaugurale eu lieu le 1er mai 2008 au Beverly Hills Hotel.
- Alive Day Memories: Home From Iraq (en) • Documentaire HBO
- Boston Justice (Boston Legal) • Série ABC
- Dessine-moi une famille (Pictures of Hollis Woods) • Téléfilm CBS
- Girl, Positive • Téléfilm Lifetime
- God's Warriors (en) • Documentaire CNN
- New York, unité spéciale (Law & Order: Special Victims Unit), épisode La fin ne justifie pas les moyens (Harm) • Série NBC
- Planète Terre (Planet Earth) • Série documentaire Discovery
- Shame • Documentaire Showtime
- Side Order of Life (en) • Série Lifetime

2009
La cérémonie eu lieu le 30 avril 2009.
- 30 Days (en) • Téléréalité FX
- A Home for the Holidays, 10e édition • Téléréalité CBS
- Breaking the Huddle: The Integration of College Football • Documentaire HBO
- Brothers and Sisters, épisode La bague au doigt (Prior Commitments) • Série ABC
- God on Trial (en) • Téléfilm PBS diffusé dans Masterpiece
- Justiciers des mers (Whale Wars) • Série documentaire Animal Planet
- Les Maçons du cœur (Extreme Makeover Home Edition), épisode des familles Martirez et Malek • Téléréalité ABC
- Stand Up to Cancer • Spécial caritatif ABC / CBS / NBC

### Années 2010
2010
La cérémonie eu lieu le 5 mai 2010.
- Les Experts (CSI: Crime Scene Investigation), épisode Coup de grâce (Coup De Grace) • Série CBS
- Glee, épisode Les Chaises musicales (Wheels) • Série Fox
- The Alzheimer's Project, épisode Grandpa, Do You Know Who I Am? • Documentaire HBO
- National Geographic Explorer (en), épisode Inside Death Row • Documentaire National Geographic Channel
- Private Practice, épisode Rien à craindre (Nothing To Fear) • Série ABC
- L'Honneur d'un Marine (Taking Chance) • Téléfilm HBO
- Unlocking Autism • Documentaire Discovery Health
- Vanguard (en), épisode The OxyContin Express • Documentaire Current TV

2011
La cérémonie eu lieu le 5 mai 2011.
- 30 for 30, épisode The 16th Man • Documentaire ESPN
- The Big C, épisode Le grand saut (Taking The Plunge) • Série Showtime
- Friday Night Lights, épisode Un bébé ou pas (I Can't) • Série NBC
- Jamie Oliver's Food Revolution (en) • Série documentaire ABC
- The Oprah Winfrey Show, épisode A Two-Day Oprah Show Event: 200 Adult Men Who Were Molested Come Forward • Spécial CBS
- Parenthood, épisode pilote Pères et mères • Série NBC
- Private Practice, épisode Cauchemar (Did You Hear What Happened to Charlotte King?) • Série ABC
- Wartorn 1861-2010 • Documentaire HBO

2012
La cérémonie eu lieu le 2 mai 2012.
- The Dr. Oz Show • Divertissement diffusé en syndication
- La Loi selon Harry (Harry's Law), épisode Le Braquage (Head Games) • Série NBC
- Hot Coffee (en) • Documentaire HBO
- Men of a Certain Age, épisode Let the Sunshine In • Série TNT
- Les Héros du 11 septembre (Rescue Me), épisode 344 • Série FX
- Un combat, cinq destins (Five) • Téléfilm à sketchs Lifetime
- Women, War & Peace • Mini-série documentaire PBS

2013
La cérémonie eu lieu le 9 mai 2013.
- D.L. Hughley: The Endangered List • Documentaire Comedy Central
- Half The Sky: Turning Oppression Into Opportunity for Women Worldwide • Documentaire PBS
- Hunger Hits Home • Documentaire Food Network
- The Newsroom • Série HBO
- Nick News with Linda Ellerbee, épisode Forgotten But Not Gone: Kids, HIV and AIDS • Émission éducative Nickelodeon
- One Nation Under Dog: Stories of Fear, Loss & Betrayal • Documentaire HBO
- Parenthood • Série NBC
- Pour le sourire d'un enfant (A Smile as Big as The Moon) • Téléfilm ABC

2014
La cérémonie eu lieu le 1er juin 2014.
- The Big C, saison 4 (hereafter) • Série Showtime
- Comedy Warriors: Healing Through Humor • Documentaire Showtime
- The Fosters • Série ABC Family
- Mea Maxima Culpa: Silence in the House of God (en) • Documentaire HBO
- Mom • Série CBS
- Screw You Cancer • Web-série documentaire diffusée par Glamour
- Vice • Série documentaire HBO

2015
La cérémonie eu lieu le 27 mai 2015 au Montage Hotel de Beverly Hills.
- Black-ish, épisode Crime et punition (Crime and Punishment) • Série ABC
- E:60 Presents: Dream On: Stories of Boston's Strongest • Documentaire ESPN de E:60 (en)
- Paycheck to Paycheck: The Life and Times of Katrina Gilbert • Documentaire HBO
- The Normal Heart • Téléfilm HBO
- Transparent • Série Amazon Studios
- Virunga • Documentaire Netflix

2016
La cérémonie eu lieu le 8 juin 2016 au Montage Hotel de Beverly Hills.
- Born This Way (en), épisode Love and Chromosomes • Téléréalité A&E
- Going Clear: Scientology and the Prison of Belief • Documentaire HBO
- Homeland, saison 5 • Série Showtime
- The Knick, saison 2 • Série Cinemax
- Mississippi Inferno • Documentaire Smithsonian Channel
- Winter on Fire: Ukraine's Fight for Freedom • Documentaire Netflix

2017
La cérémonie eu lieu le 8 juin 2017 au Montage Hotel de Beverly Hills.
- Avant le déluge (Before the Flood) • Documentaire National Geographic
- Last Week Tonight with John Oliver • Divertissement HBO
- The Night Of • Mini-série HBO
- Speechless • Série ABC
- This Is Us • Série NBC
- We Will Rise: Michelle Obama's Mission • Documentaire CNN

2018
La cérémonie eu lieu le 31 mai 2018.
- 13 Reasons Why • Série Netflix
- Andi (Andi Mack) • Série Disney Channel
- Au fil des jours (One Day at a Time) • Série Netflix
- Daughters of Destiny • Documentaire Netflix
- Forbidden: Undocumented and Queer in Rural America (en) • Documentaire Logo TV
- Full Frontal with Samantha Bee (en) • Divertissement TBS
- L.A. 92 : Les émeutes (en) (LA 92) • Documentaire National Geographic

2019
La cérémonie eu lieu le 30 mai 2019.
- A Million Little Things – Série ABC
- Alexa et Katie – Série Netflix
- I Am Evidence – Documentaire HBO
- My Last Days – Documentaire CW
- Pose – Série FX
- RBG – Documentaire CNN
- Rest in Power: The Trayvon Martin Story (en) – Documentaire Paramount Television

### Années 2020
2020
La cérémonie fut reportée par la pandémie de covid et se tint en virtuel le 8 septembre, présentée par Jameela Jamil.
- 16 Shots (en) – Documentaire Showtime
- At the Heart of Gold: Inside the USA Gymnastics Scandal (en) – Documentaire HBO
- Patriot Act with Hasan Minhaj (en) – Série Netflix
- Queen Sugar (en) – Série OWN
- Unbelievable – Mini-série Netflix
- Watchmen – Mini-série HBO

2021
La cérémonie eu lieu le 8 septembre, en virtuel, présentée par Issa Rae
- For Life – Série ABC
- I Am Greta – Documentaire Hulu
- I May Destroy You – Mini-série HBO
- Little America – Série Apple TV+
- The Daily Show with Trevor Noah – Divertissement Comedy Central
- Derrière nos écrans de fumée (The Social Dilemma) – Documentaire Netflix
- Bienvenue en Tchétchénie (Welcome to Chechnya) – Documentaire HBO

## Victoires multiples
En 2018, un total de 87 programmes reçurent les honneurs.

### Par chaîne
- HBO / Cinemax : 17
- ABC / ABC Family : 11
- NBC : 7
- CBS : 6
- Netflix : 6
- Showtime : 5

### Par format
- Fiction (série, mini-série ou téléfilm) : 39
- Documentaire (format série ou spécial) : 38
- Télé-réalité, variété ou divertissement : 10